# 自然崇拝
自然崇拝（しぜんすうはい、英: nature worship、physiolatry）とは、自然物・自然現象を対象とする崇拝、もしくはそれらを人格化、神格化する信仰の総称。
「自然への崇拝」ではなく、「自然」という概念ができる以前の崇拝形態である。自然崇拝は世界各地に見られ、また各地の神話にも自然物・現象を擬人化、神格化した神が登場することから、古くは普遍的であったと思われる。万物に宿る霊魂、精霊を崇拝対象とするアニミズムとも関係が深く、その原初的な形とも捉えられる。しかし自然崇拝では精霊でなく自然物・現象そのものを崇拝対象とする（自然と超自然的存在を区別しない）場合も多く、またしばしば特定の自然物・現象だけを尊重する点で区別される。

## トーテミズム
未開社会において特定の氏族、部族が自然現象・自然物や動植物と超自然的関係で結ばれることをトーテムと呼ぶ。

## 日本神話
日本神話では自然物や自然現象を擬人化、神格化して人格神として崇拝している。日本書紀には大山祇神などが山の神として登場する。比叡山・松尾山の大山咋神、白山の白山比咩神など、特定の山に結びついた山の神もある。草の神である草祖草野姫（くさのおやかやのひめ。草祖は草の祖神の意味）も日本神話において現れる。

## マナイズム（呪力崇拝）とアニミズムとの混合
自然崇拝は非人格的な超常現象、超自然的な呪力を崇拝するマナイズム（呪力崇拝）、動植物やその他の事物に人格的な霊魂が宿るとするアニミズムと重複、混交するのが一般的である。

## 対象
対象としては、
- 天空
- 大地、山、海
- 太陽、月、星（星辰崇拝）
- 雷、雨、風などの気象
- 樹木、森林 (神奈備)
- 動物（特に熊、狼などの猛獣）
- 水、火、岩石

などが代表的。これらのうち共通の属性を持つ複数のものを一体として神格化する崇拝（例えば天空と雷など）もある。神道では、巨木、巨石（磐座）、山などを御神体とする神社も多く、これらへの自然崇拝を色濃く残している。ユーラシアの多くの牧畜民族では天空（テングリ）崇拝が重視され、シャーマニズムとも結び付いており、また中国の「天」観念との関係も指摘される。太陽崇拝が多くの民族で重視される一方で、月崇拝を重視する民族もある。火は人工物としての側面も強く、いろいろな宗教の儀式に取り入れられている。巨石崇拝も人工物（巨石記念物）への崇拝に転化しうる。